# Molly Ephraim
Molly Ephraim, född 22 maj 1986 i Philadelphia, är en amerikansk skådespelare.
Ephraim har bland annat medverkat i TV-serierna Last Man Standing (2011–2017), A League of Their Own från 2022 och Perry Mason (2020–2023). Hon har även medverkat i filmen The Front Runner från 2018.

## Filmografi (i urval)
- 2010: Paranormal Activity 2
- 2011: Paranormal Activity 3
- 2011–2017: Last Man Standing
- 2018: The Front Runner
- 2019 – The Act (TV-serie)
- 2020–2023: Perry Mason
- 2022: A League of Their Own